# Antoon Mostaert

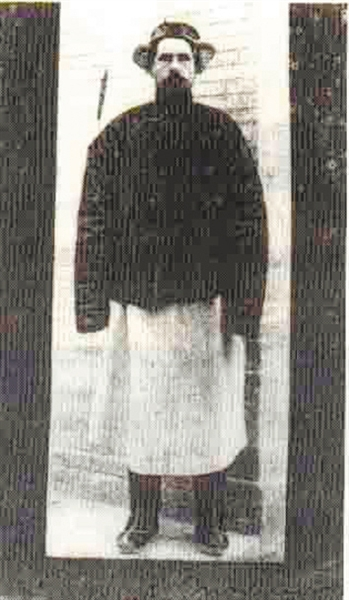
Antoon Mostaert

Antoon Jules Edmond Marie Joseph Mostaert (ook Antoine) (Brugge, 10 augustus 1881 – Tienen, 2 juni 1971), zoon van Leo Mostaert en Helena Piers, was een Belgische rooms-katholieke missionaris en taalkundige van wereldfaam. Zijn Mongoolse naam luidde Tiyen Baysi of ook nog Nom-un Baysi Tiyen, een vertaling van zijn Chinese naam Tian Qingbo.

## Levensloop
Mostaert volgde Latijns-Griekse humaniora aan het Sint-Lodewijkscollege in Brugge (primus in de retorica 1899). Hij is op 7 september 1899 ingetreden bij de paters Scheutisten (C.I.C.M.) en werd tot priester gewijd. Hij begon als seminarist Chinees te leren en beheerste spoedig die taal. Hij begon ook Mongools te leren aan de hand van de Grammatik der mongolischen Sprache (St. Petersburg, 1831) door Isaac Jacob Schmidt die was vertaald als Rudimenta Linguae Mongolicae, en van een Mongoolse uitgave van het Nieuwe Testament.
Op 13 september 1905 vertrok Mostaert naar China. Van 1906 tot 1925 was hij missionaris in Poro Balgason, een stad in Zuidwest-Mongolië. Hij bekwaamde zich in het Ordos dialect, bestudeerde de fonetica van die taal, maakte een woordenboek en vertaalde werk van het Chinees in het Mongools. Vervolgens bestudeerde hij de Monguor taal. Van 1925 tot 1948 leefde hij in Beijing, waar hij zijn studiewerk voortzette. Na het uitdrijven van de katholieke clerus uit de communistische republiek, resideerde hij vanaf 1949 in het huis van Scheut in Arlington (Verenigde Staten). In 1965 kwam hij terug naar België en woonde er in de residentie van Scheut in Schilde. Hij overleed in Tienen, waar hij was opgenomen in het Instituut van de Alexianen. Na zijn dood werd zijn bibliotheek, vooral canonieke werken en esoterisch-boeddhistische traktaten, ondergebracht bij KU Leuven Bibliotheken.
Naast zijn linguistisch werk was hij ook actief als archeoloog en als etnograaf. Hij was ook zeer geïnteresseerd in de geschiedenis van de Mongolen. Zijn invloed kan niet enkel gewaardeerd worden op basis van zijn publicaties. Hij was daarnaast ook een vaak geraadpleegde en invloedrijke consultant. Hij was ook van grote invloed op al wie na hem studies over Chinees of Mongools ondernam. Zijn belangrijkste discipel was pater Henry Serruys, die uitgebreid heeft gepubliceerd over de relatie tussen de Mongolen en de Mingdynastie.

## Publicaties
- Le dialecte des Mongols Urdus (sud). Etude phonétique, Wenen, 1926, 1927, 1930
- A propos de quelques portraits d'empereurs mongols, Leipzig, 1927
- La phonétique du Monguor parlé par les Mongols du Kansas occidental, Wenen, 1929-1930.
- The Mongols of Kansu and their language, Beijing, 1931
- Textes oraux ordos, recueillis et publiés avec introduction, notes morphologiques, commentaires et glossaire, Beijing, 1937.
- Dictionnaire Ordos (Beijing, Catholic University, 1941-1944 - heruitgave 1968)
- Folklore ordos (Beijing, Catholic University, 1947)
- Tshihula nom-un surtal (Catechismus), Shangaï, 1949.
- Sur quelques passages de l’Histoire Secrète des Mongols, in HJAS, 1950-2, en 1953
- Le deuil chez les Mongols, in: Ad Harenas, Brugge, 1960, blz. 139-155.
- Huayi yiyu (the "Chinese-Barbarian Dictionary" of the Bureau of Translators), Mongools-Chinese tekst, postuum gepubliceerd in 1977, onder de titel Le matériel mongol du Houa I I Iu de Houng-ou (1389), Brussel, Institut belge des hautes études chinoises, 1989.

De bibliotheek en de archieven van pater Mostaert worden in Leuven bewaard door de Scheutisten.

## Onderscheidingen
Pater Mostaert was:
- briefwisselend lid van de Société Finno-Ougrienne, Helsinki (1937)
- briefwisselend lid van de Société Polonaise d'Etudes Orientales, Krakow (1948)
- erelid Societas Uralo-Altaïca, Göttingen (1954)
- erevoorzitter Permanent International Altaïstic Conference, Mainz, 1959
- buitenlands lid Koninklijke Vlaamse Academie voor Wetenschappen, Letteren en Schone Kunsten, 1959